# Rhizopsammia bermudensis
Rhizopsammia bermudensis is een rifkoralensoort uit de familie van de Dendrophylliidae. De wetenschappelijke naam van de soort is voor het eerst geldig gepubliceerd in 1972 door Wells.